# Мирахур
Мираху́р (араб. مير اخور‎ — mīr-āḫūr; также Имрахо́р) — титул главного конюшего султанских конюшен в Османской империи. Мирахур носил звание Аги.
Конюшни, которыми заведовал мирахур, назывались ıṣṭabl-ı ʿāmire. После проведения реформ Танзимата они стали именоваться Istabl-ı Âmire Müdürü, кроме того титул мирахура стал присваиваться некоторым чинам армии.